# Paulus Baudaert
Paulus Baudaert (Paweł Baudarth) (ur. przed 1580, zm. po 1617) – flamandzki złotnik i architekt, od początku XVII w. urzędujący na dworze Mikołaja Zebrzydowskiego. Współuczestniczył w budowie kościoła i klasztoru Kalwarii Zebrzydowskiej, wznosząc tam 14 kaplic. Jego styl nawiązywał do niderlandzkiego i włoskiego manieryzmu. Pracował również przy rozbudowie zamku w Suchej Beskidzkiej.